# Armando Rossi (cestista)
Armando Rossi (Ayacucho, 20 aprile 1915 – Lima, 6 novembre 1977) è stato un cestista peruviano.

## Carriera
Con il Perù ha preso parte alle Olimpiadi del 1936, disputando due partite.